# Шварц, Роланд
Роланд Шварц (нем. Roland Schwarz; (имя при рождении Руслан Исламович Шварц) род. 14 августа 1996) — немецкий борец греко-римского стиля, призёр чемпионатов мира и Европы.

## Биография
Родился в Москве в 1996 году. Имя при рождении - Руслан. Сын серебряного призёра олимпийских игр Ислама Дугучиева и Шварц Элины Геселевны (Элина Шварц)
. По национальности — чеченец, исповедует ислам суннитского толка. Борьбой активно начал заниматься с 2004 года. В 2018 году впервые принял участие на взрослом чемпионате Европы, где занял итоговое пятое место в категории до 82 кг. На чемпионате мира в этом же году в Будапеште стал седьмым. На чемпионате Европы в Бухаресте в 2019 году завоевал серебряную медаль взрослого чемпионата  в категории до 77 кг уступив только в финальном матче россиянину Роману Власову.

## Достижения
- Чемпионат Европы по борьбе 2019 — .